# Episcada zajciwi
Episcada zajciwi är en fjärilsart som beskrevs av D'almeida och Mielke 1967. Episcada zajciwi ingår i släktet Episcada och familjen praktfjärilar. Inga underarter finns listade i Catalogue of Life.